# Obóz Monarchistów Polskich
Obóz Monarchistów Polskich – polskie ugrupowanie zwolenników monarchii tradycyjnej (nieograniczonej konstytucją). Zalążkiem OMP było środowisko pisma "Pro Patria" założonego w czerwcu 1924 r. pod redakcją Henryka Olszewskiego (a potem Ignacego Okszy-Grabowskiego). Obóz został założony 7 sierpnia 1925 roku. Do czołowych działaczy OMP należeli Szymon Dzierzgowski (prezes Rady Naczelnej), Mirosław Obiezierski (prezes Zarządu Głównego), Henryk Olszewski, Jan Karol Szczeblewski, Miłosz Gembarzewski, Julian Babiński, Juliusz Bończa, gen. Józef Dowbor-Muśnicki. 20 lutego 1926 roku OMP połączyła się z Organizacją Monarchistyczną w Zjednoczenie Monarchistów Polskich (prezes ZG Stefan Dąbrowski, prezes RN Wacław Niemojowski). Opór wobec przewrotu majowego sprawił, że ZMP nie został zarejestrowany, w wyniku czego w sierpniu 1926 r. anulowano scalenie organizacji, jednak działalność OMP zamarła. Redakcja "Pro Patria" związała się z Monarchistyczną Organizacją Wszechstanową.